# Trevian Tennyson
Trevian Tennyson (Mansfield, 29 maart 2001) is een Amerikaans basketballer.

## Carrière
Tennyson speelde collegebasketbal voor de Central Connecticut State Blue Devils voor een seizoen. Hij speelde daarna een seizoen voor de Ranger College Rangers. Van 2021 tot 2023 speelde hij voor de Texas A&M–Corpus Christi Islanders. Hij speelde een laatste seizoen voor de TCU Horned Frogs. Hij werd niet gekozen in de NBA draft van 2024. Hij tekende zijn eerste contract in de Britse competitie bij de Bristol Flyers waar hij speelde tot eind november 2024. In december 2024 tekende hij in de Belgische competitie voor Okapi Aalst.
In de zomer van 2025 speelde hij in The Basketball Tournament voor Austin's Own.